# Camila Pitanga
Camila Pitanga, właśc. Camila Manhães Sampaio (ur. 14 czerwca 1977 w Rio de Janeiro) – brazylijska aktorka i modelka. Występowała w telenowelach, m.in. Quilombo, Caramuru: A Invenção do Brasil, Redentor, Eu Receberia as Piores Notícias dos Seus Lindos Lábios, Uma História de Amor e Fúria, Paraíso Tropical, Cama de Gato, Lado a Lado, Babilônia i Velho Chico.

## Kariera
W 1984 r., w wieku 7 lat, wystąpiła w swoim pierwszym serialu, Quilombo jako statystka. Gdy miała 11 lat, pełniła rolę asystentki prezenterki Angéliki w programie Clube da Criança emitowanej przez nieistniejącą już Rede Manchete. Następnie pojawiła się w serialach telewizyjnych Sex Appeal i Fera Ferida. Jej debiutem kinowym był film Super Colosso z 1995 r., a swoją pierwszą główną rolę zagrała w miniserii A Invenção do Brasil z 2000 r., gdzie wcieliła się w postać Indianki Catariny Paraguaçu. W tym samym roku była jedną z bohaterek serialu Garotas do Programa, a w 2001 r. zagrała Esmeraldę w serialu Porto dos Milagres. W 2007 r. wystąpiła w komedii Saneamento Básico, O Filme u boku takich sław jak Wagner Moura czy Lázaro Ramos. W tym samym roku zagrała również prostytutkę Bebel w filmie Paraíso Tropical – tę rolę odrzuciła wcześniej inna aktorka, Mariana Ximenes.
W 2007 r. pismo Criativa uznało ją za jedną z 25 najbardziej kreatywnych kobiet w Brazylii.

## Życie prywatne
Jest córką aktorskiej pary: Antônio Pitangi i Very Manhães. Jej brat Rocco Pitanga także jest aktorem. W 2001 r. wyszła za dyrektora artystycznego Cláudio Amarala Peixoto i w 2008 r. urodziła córkę Antônię, której nadała imię na cześć swojego ojca. W 2001 r. rozstała się z mężem. Camila ukończyła Teorię Teatru na Uniwersytecie Federalnym w Rio de Janeiro. Pobierała też lekcje tańca i gry na gitarze. Działa w organizacji pozarządowej Movimento Humanos Direitos, jest ambasadorką ONZ. Jej obecnym partnerem jest Igor Angelkorte, którego poznała na planie telenoweli Babilônia w 2015 r. W 2016 r. brała udział w zdjęciach do telenoweli Velho Chico, kręconych w stanie Sergipe. Podczas przerwy pływała w rzece São Francisco w towarzystwie aktora Domingosa Montagnera. Porwał ich silny prąd rzeki – Pitanga zdołała się uratować, Montagner utonął i kilka godzin później znaleziono jego ciało.

## Filmografia

### Telenowele
| Rok  | Tytuł                     | Rola                                                 |
| ---- | ------------------------- | ---------------------------------------------------- |
| 1993 | Sex Appeal                | Vilma                                                |
| 1993 | Fera Ferida               | Teresa Fronteira (Teresinha)                         |
| 1995 | A Próxima Vítima          | Patrícia Noronha                                     |
| 1996 | Malhação                  | Alexandra Bittencourt (Alex)                         |
| 1998 | Pecado Capital            | Ritinha                                              |
| 1999 | Você Decide               | Odcinek: Transas de Família: Część 1                 |
| 2000 | Brava Gente               | Elisa (Odcinek: Meia Encarnada Dura de Sangue )      |
| 2000 | A Invenção do Brasil      | Catarina Paraguaçu                                   |
| 2001 | Porto dos Milagres        | Esmeralda                                            |
| 2002 | Pastores da Noite         | Marialva                                             |
| 2002 | A Grande Família          | Marina (Odcinek: A Enorme Família e Ô Velho Gostoso) |
| 2003 | Mulheres Apaixonadas      | Luciana Ribeiro Alves                                |
| 2003 | A Grande Família          | Marina (Odcinek: Como Rechear um Peru)               |
| 2004 | Quem Vai Ficar com Mário? | Diana                                                |
| 2005 | Belíssima                 | Mônica Santana                                       |
| 2007 | Paraíso Tropical          | Francisbel dos Santos Batista (Bebel)                |
| 2008 | Faça Sua História         | Cherry Davis                                         |
| 2008 | Som Brasil                | Prezenterka, grała samą siebie                       |
| 2009 | Cama de Gato              | Rosenilde Pereira Brandão (Rose)                     |
| 2010 | A Grande Familia          | Marina                                               |
| 2011 | Insensato Coração         | Carolina Miranda Brandão (Carol)                     |
| 2011 | A Grande Família          | Kelly                                                |
| 2012 | Lado a Lado               | Isabel Nascimento dos Santos                         |
| 2013 | A Grande Família          | Marina (Ep. Um Homem Chamado Flor)                   |
| 2014 | Sessão de Terapia         | Rita                                                 |
| 2015 | Babilônia                 | Regina Rocha                                         |
| 2016 | Velho Chico               | Maria Tereza de Sá Ribeiro                           |

### Kino
| Rok  | Tytuł                                                  | Rola                                |
| ---- | ------------------------------------------------------ | ----------------------------------- |
| 1984 | Quilombo                                               |                                     |
| 1995 | Super Colosso                                          |                                     |
| 2001 | Atlantis – O Reino Perdido                             | Kida (Głos)                         |
| 2001 | Caramuru – A Invenção do Brasil                        | Catarina Paraguaçu                  |
| 2003 | Bala Perdida                                           |                                     |
| 2004 | Redentor                                               | Soninha                             |
| 2004 | Bendito Fruto                                          | Choquita                            |
| 2004 | O Preço da Paz                                         | Anésia                              |
| 2005 | O Signo do Caos                                        | Furacão de Santos                   |
| 2005 | Sal de Prata                                           | Cassandra                           |
| 2006 | Mulheres do Brasil                                     | Esmeralda                           |
| 2007 | Saneamento Básico, o Filme                             | Silene                              |
| 2007 | Noel – Poeta da Vila                                   | Ceci                                |
| 2010 | Lutas                                                  | Janaína                             |
| 2011 | Eu Receberia as Piores Notícias dos seus Lindos Lábios | Lavínia                             |
| 2013 | Uma História de Amor e Fúria                           |                                     |
| 2016 | Pitanga                                                | Film dokumentalny, współproducentka |

### Teatr
- 1994 - A Ira de Aquiles
- 1994 - A Ilíada .... Afrodite
- 1995 - Orfeu da Conceição
- 1995 - Odisséia .... Penélope
- 2002 - Arlequim, Servidor de Dois Patrões
- 2004 - A Maldição do Vale Negro .... Rosalinda
- 2013 - O Duelo

## Nagrody i nominacje
| Rok  | Nagroda                                  | Kategoria                      | Tytuł                                                  | Wynik             |
| ---- | ---------------------------------------- | ------------------------------ | ------------------------------------------------------ | ----------------- |
| 2001 | Prêmio Guarani de Cinema Brasileiro      | Najlepsza aktorka              | Caramuru                                               | Nominacja         |
| 2004 | Grande Prêmio Cinema Brasil              | Najlepsza aktorka drugoplanowa | Bendito Fruto                                          | Nominacja         |
| 2005 | Prêmio Qualidade Brasil                  | Najlepsza aktorka              | Sal de Prata                                           | Nominacja         |
| 2007 | Prêmio Tudo de Bom – Jornal O Dia        | Najlepsza aktorka              | Paraíso Tropical                                       | Nagroda           |
| 2007 | Prêmio Qualidade Brasil                  | Najlepsza aktorka              | Paraíso Tropical                                       | Nagroda           |
| 2007 | Prêmio Quem de Televisão                 | Najlepsza aktorka              | Paraíso Tropical                                       | Nagroda           |
| 2007 | Prêmio Extra de Televisão                | Najlepsza aktorka              | Paraíso Tropical                                       | Nagroda           |
| 2007 | Melhores do Ano                          | Najlepsza aktorka              | Paraíso Tropical                                       | Nagroda           |
| 2008 | Prêmio Faz Diferença – Jornal O Globo    | Wywiad telewizyjny             | Paraíso Tropical                                       | Nagroda           |
| 2008 | Troféu APCA                              | Najlepsza aktorka              | Paraíso Tropical                                       | Nagroda           |
| 2008 | Troféu Imprensa                          | Najlepsza aktorka              | Paraíso Tropical                                       | Nagroda           |
| 2008 | Troféu Internet – SBT                    | Najlepsza aktorka              | Paraíso Tropical                                       | Nagroda           |
| 2008 | Prêmio Contigo! de TV                    | Najlepsza aktorka              | Paraíso Tropical                                       | Nagroda           |
| 2008 | Prêmio Contigo! de TV                    | Najlepsza para aktorska        | Paraíso Tropical                                       | Nagroda           |
| 2008 | Prêmio Contigo! do Cinema Nacional       | Najlepsza aktorka drugoplanowa | Noel: Poeta da Vila                                    | Nominacja         |
| 2010 | Prêmio Qualidade Brasil                  | Najlepsza aktorka              | Cama de Gato                                           | Nominacja         |
| 2011 | Prêmio Quem de Televisão                 | Najlepsza aktorka drugoplanowa | Insensato Coração                                      | Nominacja         |
| 2011 | Festival do Rio                          | Najlepsza aktorka              | Eu Receberia as Piores Notícias dos seus Lindos Lábios | Nagroda           |
| 2011 | Amazonas Film Festival                   | Najlepsza aktorka              | Eu Receberia as Piores Notícias dos seus Lindos Lábios | Nagroda           |
| 2012 | Prêmio Contigo! do Cinema Nacional       | Najlepsza aktorka              | Eu Receberia as Piores Notícias dos seus Lindos Lábios | Nagroda           |
| 2012 | Prêmio Guarani de Cinema Brasileiro      | Najlepsza aktorka              | Eu Receberia as Piores Notícias dos seus Lindos Lábios | Nagroda           |
| 2013 | Festival de Cinema SESC (Critics Award)  | Najlepsza aktorka              | Eu Receberia as Piores Notícias dos seus Lindos Lábios | Nagroda           |
| 2013 | Festival de Cinema SESC (Audience Award) | Najlepsza aktorka              | Eu Receberia as Piores Notícias dos seus Lindos Lábios | Nagroda           |
| 2013 | Prêmio Fiesp/Sesi-SP de Cinema           | Najlepsza aktorka              | Eu Receberia as Piores Notícias dos seus Lindos Lábios | Nagroda           |
| 2016 | Prêmio Extra de Televisão                | Najlepsza aktorka              | Velho Chico                                            | Nominacja         |
| 2016 | Melhores do Ano                          | Najlepsza aktorka telenoweli   | Velho Chico                                            | Nagroda           |
| 2017 | Troféu Internet                          | Najlepsza aktorka              | Velho Chico                                            | Nierozstrzygnięte |